# Serie A2
La Serie A2 fue entre 1986 y 1996 la segunda categoría del sistema de Ligas de fútbol de San Marino, siendo inmediatamente inferior a la Serie A1. Era organizada por la Federación Sanmarinense de Fútbol.

## Historia
- Comenzó a disputarse en la temporada 1986-87[1] según lo determinado por la FSGC en la temporada 1985-86 del Campeonato sanmarinense de fútbol[2]
- Se disputó por última vez en la temporada 1995-96[3] cuando la FSGC determinó fusionar la serie A2 con la serie A1 en el Campeonato sanmarinense de fútbol.[4]

## Palmarés
| - 1986-87: Domagnano - 1987-88: Virtus - 1988-89: Cailungo - 1989-90: Cosmos - 1990-91: Juvenes | - 1991-92: Tre Penne - 1992-93: Folgore/Falciano - 1993-94: La Fiorita - 1994-95: San Giovanni - 1995-96: Libertas |